# Marian Jarecki
Marian Jarecki (ur. 10 grudnia 1932 w Słupcy, zm. 23 listopada 2002 w Poznaniu) – inżynier leśnictwa, pracownik Banku Spółdzielczego w Słupcy, pracownik Muzeum Regionalnego w Słupcy (od 1994), malarz nieprofesjonalista. Redaktor Gazety Słupeckiej. 
Marian Jarecki działał też społecznie jako przewodniczący Społecznego Komitetu Odbudowy Słupeckiego Cmentarza, był kuratorem sądowym oraz wieloletnim ławnikiem sądowym. Był członkiem Komisji Rewizyjnej Tymczasowego Zarządu Oddziału Kujawsko-Pomorskiego Polskiego Towarzystwa Pamięci Powstania Wielkopolskiego oraz Słupeckiego Towarzystwa Społeczno-Kulturalnego. Z zamiłowania historyk, znawca przeszłości Słupcy i okolic. 
Imię Mariana Jareckiego nosi jedna z ulic w Słupcy.
Autor publikacji popularnonaukowych związanych ze Słupcą i jej okolicami: 
- "Aby pamięć nie zaginęła"
- "Bitwa pod Mieczownicą i powrót do tradycji w Powstaniu Styczniowym"
- "Bitwa pod Myszakówkiem w Powstaniu Styczniowym"
- "Krótka historia powiatów ziemi słupeckiej"
- "Peowiacy - Pierwsze ofiary okupacji niemieckiej w Zagórowie"
- "Powstanie Styczniowe na Ziemi Lądkowskiej"
- "Romuald Traugutt"
- "Tadeusz Parys. Burmistrz miasta Słupcy"

współautor:
- "Dzieje Słupcy"
- "Krajowy kongres kultury"
- "O kulturze na wsi"
- "Regionalizm a historia"
- "Regionalizm,kultura,kościół"
- "Sanktuarium Krzyża Świętego"
- "Słupca wobec wydarzeń 1863 r."
- "Szkoła a regionalizm"